# Jeanne Vicérial
Jeanne Vicérial, née en 1991 à L'Isle-sur-la-Sorgue, est une artiste plasticienne et designeuse française. Tournée dès l’adolescence vers la confection vestimentaire, elle a inventé la technique textile du tricotissage. Elle vit et travaille actuellement à Paris.

## Biographie

### Formation
Après des études de costumière au lycée Paul-Poiret à Paris et un cursus sur la maroquinerie au London College of Fashion, Jeanne Vicérial se forme auprès d'Hussein Chalayan.

### Parcours de designer textile
En 2014, elle fonde le studio de recherche et de création Clinique vestimentaire pour développer de nouveaux principes de création textile,, et obtient en 2015 un mastère en design vêtement aux Arts Déco de Paris,. Elle poursuit alors un travail de recherche en design vêtement qui prendra la forme d’une thèse de doctorat SACRe (Sciences, Arts, Création, Recherche) développée au sein du groupe Soft Matters / Ensadlab, et soutenue en 2019. 
Pensionnaire en 2020 à la Villa Médicis durant le confinement, elle se lance dans le projet Quarantaine vestimentaire et crée une composition vestimentaire par jour durant 40 jours.
À l'automne 2021, elle expose aux Magasins Généraux de Pantin son projet de studio de recherche,,,.
En mars 2022, elle réalise les costumes pour la reprise de l'opéra Atys au Grand Théâtre de Genève dans le cadre d'une co-production avec l’opéra royal du château de Versailles sous la direction d'orchestre de Leonardo García Alarcón et avec une mise en scène d'Angelin Preljocaj,,.
Du 5 avril au 23 juin 2024, elle participe à la première Triennale de création contemporaine de Nîmes en exposant au musée du Vieux Nîmes en duo posthume avec Pierre Soulages,.

## Prix et distinctions
- prix de la Création Durable, Big Blue Project, 2019[17].

## Expositions
- Clinique vestimentaire, Magasins Généraux de Pantin, 2021[5]
- Gisant.e.s une Re-Naissance, basilique Saint-Denis, 2022[18]
- In silentio, Lieu Unique, Nantes, 2025